# Jorge Gutti
Jorge Gutti (Callao, Perú; 27 de mayo de 1955). Es un exfutbolista peruano. Habilidoso mediocampista.

## Trayectoria
Se inició en el Club Atlético Chalaco donde debutó. Luego continuo en el Sport Boys Association. de ahí paso a las filas del Unión Huaral.
Luego de su retiro del fútbol se dedico a la dirección técnica.

## Clubes
| Club                                  | País | Temporada |
| ------------------------------------- | ---- | --------- |
| Club Atlético Barrio Frigorífico      | Perú | 1973-1974 |
| Sport Boys Association                | Perú | 1975-1976 |
| Club Atlético Chalaco                 | Perú | 1977      |
| Club Centro Deportivo Municipal       | Perú | 1978      |
| Club Sport Unión Huaral               | Perú | 1979      |
| Club Atlético Chalaco                 | Perú | 1979      |
| Club Social Deportivo Junín           | Perú | 1980-1981 |
| Club Universidad Técnica de Cajamarca | Perú | 1982      |
| Foot Ball Club Melgar                 | Perú | 1983      |